# Segundo Azpiazu
Segundo Azpiazu Arruabarrena (San Sebastián, Guipúzcoa, 11 de febrero de 1944-ibídem 1 de diciembre de 2016) fue un jugador y entrenador de baloncesto español que jugó en la Liga Española de Baloncesto. Con 2,11 metros de estatura, lo hacía en la posición de pívot. Está considerado uno de los primeros gigantes del baloncesto español.

## Trayectoria deportiva

### Jugador
Fue descubierto por en entrenador José Antonio Gasca cuando ya contaba con 17 años de edad, quien lo enroló en las filas del Atlético San Sebastián. Medía ya 2,11 metros, pero sufría una malformación en su brazo derecho, producida por una caída siendo niño jugando al fútbol, por lo que se vio forzado a jugar con la mano izquierda. En 1965 fue operado de dicha malformación en Barcelona.
En 1970 fichó por el FC Barcelona, donde jugó dos temporadas, regresando al País Vasco para jugar con el KAS Bilbao, donde pernameció dos temporadas, para terminar su carrera deportiva en el Askatuak, retirándose a los 33 años de edad.

### Entrenador
Tras retirarse como jugador, entrenó a varios equipos infantiles y juveniles, pasando posteriormente a ejercer de ayudante de su descubridor, José Antonio Gasca en el Askatuak. en 1982, tras el fallecimiento del técnico vasco, asumió el papel de entrenador principal del equipo, cargo que ostentó hasta 1986.

## Fallecimiento
Azpiazu falleció el 1 de diciembre de 2016, en su ciudad natal, San Sebastián, tras siete años luchando contra un cáncer.